# Верхов'є (Подборовське сільське поселення)
Верхов'є (рос. Верховье) — присілок Бокситогорського району Ленінградської області Росії. Входить до складу Подборовського сільського поселення.
Населення — 63 особи (2012 рік).